# Kłodzka Szkoła Przedsiębiorczości

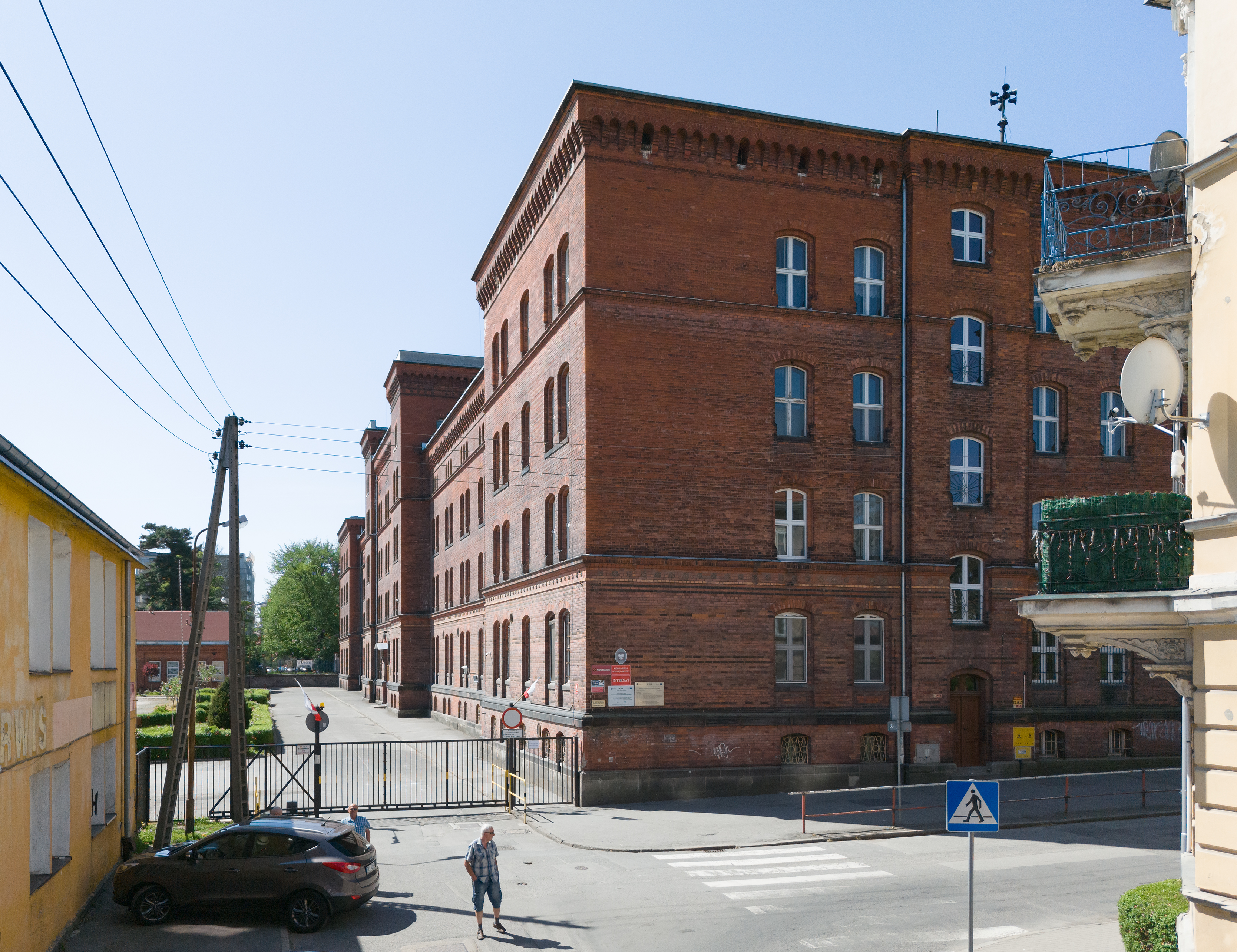
Widok od północy

Kłodzka Szkoła Przedsiębiorczości (zwana Czerwoną Szkołą) – jedna z największych szkół ponadpodstawowych w powiecie kłodzkim, kształcąca 956 uczniów (stan na 05 września 2022 roku). Mieści się w Kłodzku, przy ul. Szkolnej 8.

## Baza szkolna
Na bazę szkolną składają się:
- Gmach główny – powstały na przełomie XIX i XX w. jako koszary wojskowe[2], zaadaptowany na potrzeby szkolne w okresie dwudziestolecia międzywojennego. Jest to budynek czterokondygnacyjny o dwóch skrzydłach, które odchodzącą symetrycznie od znajdującego się w środkowej części skromnego ryzalitu. Cechuje go surowość wystroju i charakterystyczna czerwona cegła, od której pochodzi potoczna nazwa szkoły – Czerwona Szkoła[3]. Mieści się w nim również biblioteka dysponująca 26 tys. księgozbiorem, stołówka szkolna, świetlica i bar szkolny[4]. W lewym jego skrzydle znajduje się internat żeński, w którym znajduje się 56 miejsc noclegowych[5].
- Duża sala gimnastyczna – powstała w 2002 r. po przebudowie jednego z budynków mieszczących dawniej pracownie warsztatowe.
- Warsztaty szkolne – mieszczą się przy bramie wjazdowej do KSP i przy Młynówce.

## Władze szkoły
- Dyrektor: mgr Rafał Hankus - nauczyciel fizyki i matematyki.
- Zastępca dyrektora: mgr Andrzej Niemiec – nauczyciel języka polskiego, odpowiada za realizację zadań w zakresie organizacji pracy dydaktycznej, wychowawczej i opiekuńczej szkoły według szczegółowego przydziału kompetencji na dany rok szkolny, sprawuje bezpośredni nadzór pedagogiczny nad klasami liceum profilowanego oraz liceum ogólnokształcącego. Zastępuje formalnie dyrektora w czasie jego nieobecności.
- Zastępca dyrektora: mgr inż. Mariola Bil – nauczyciel przedmiotów ekonomicznych, odpowiada za realizację zadań w zakresie organizacji pracy dydaktycznej, wychowawczej i opiekuńczej szkoły według szczegółowego przydziału kompetencji na dany rok szkolny, sprawuje bezpośredni nadzór pedagogiczny nad klasami technikum oraz zasadniczej szkoły zawodowej. Zastępuje dyrektora w wykonywaniu wybranych decyzji finansowych.
- Zastępca dyrektora: mgr Sylwia Dajczer-Gałczyńska – nauczyciel przedmiotów gastronomicznych i hotelarskich, odpowiada za organizację i właściwy przebieg praktycznej nauki zawodu realizowanej w formie zajęć praktycznych na warsztatach szkolnych KSP oraz w formie praktyki zawodowej poza szkołą; sprawuje bezpośredni nadzór pedagogiczny nad klasami zasadniczej szkoły zawodowej.

## Kierunki kształcenia
Od roku szkolnego 2023/2024 Kłodzka Szkoła Przedsiębiorczości kształci absolwentów szkół podstawowych w następujących typach szkół, kierunkach i specjalnościach:
- Szkoła branżowa I stopnia: 1. kucharz, 2. pracownik obsługi hotelowej, 3. oddział dla pracowników młodocianych:
  - blacharz samochodowy (współpraca z firmą AUTO BLACHA&LAKIER KALINA),
  - cukiernik,
  - elektromechanik pojazdów samochodowych,
  - elektryk,
  - fotograf,
  - fryzjer,
  - kucharz,
  - lakiernik samochodowy (współpraca z firmą AUTO BLACHA&LAKIER KALINA),
  - mechanik pojazdów samochodowych,
  - piekarz,
  - pracownik obsługi hotelowej,
  - rolnik,
  - sprzedawca,
  - ślusarz i inne.

szkoła kończy się egzaminem zawodowym (część pisemna i część praktyczna) z jednej kwalifikacji. Kończy się uzyskaniem dyplomu zawodowego.
- Technikum
  - technik ekonomista,
  - technik informatyk,
  - technik programista,
  - technik reklamy,
  - technik usług fryzjerskich,
  - technik żywienia i usług gastronomicznych.

Okres nauki trwa 5 lata i kończy się egzaminem maturalnym. Podczas nauki uczeń zdaje egzaminy zawodowe (część pisemną i część praktyczną) z dwóch kwalifikacji, po którego pomyślnym zdaniu absolwenci otrzymują dyplom i tytuł technika.

## Historia
Dzisiejsza Kłodzka Szkoła Przedsiębiorczości powstała w drodze ewolucji i łączenia się ze sobą poszczególnych szkół średnich:

### Zasadnicza Szkoła Metalowo-Elektryczna
Przechodziła wiele reorganizacji i występowała pod różnymi nazwami podlegając Dyrekcji Okręgowej Szkolnictwa Zawodowego we Wrocławiu. 1 września 1945 roku zostały zorganizowane tzw. Kursy Rzemieślnicze. W następnym roku szkolnym zorganizowano Publiczną Średnią Szkołę Zawodową zlokalizowaną przy ul. Kościelnej 4. Szkoła miała warsztaty przy ul. Słowackiego 10, posiadając działy: ogólnozawodowy, krawiecki, mechaniczny, elektryczny i handlowy. Ze względu na złe warunki lokalowe od września 1949 roku szkołę przeniesiono do gmachu przy ul. Janka Krasickiego nr 8 (od 1995 roku ul. Szkolna 8) wchłaniając przy tym bardzo małą Szkołę Przemysłową Maszyn i Odlewni Żeliwa, liczącą 100 uczniów.
Nowe pomieszczenia nie były przystosowane do celów szkolnych. Wymagały przeróbek adaptacyjnych i dużych nakładów na remonty, które w dużej mierze wykonywano we własnym zakresie. W 1951 roku Publiczną Średnią Szkołę Zawodową przekształcono w Zasadniczą Szkołę Metalowo-Elektryczną z oddziałami:
- metalowym – tokarz, ślusarz i kowal
- elektryczny – instalacje nawojowe

W roku szkolnym 1952/53 zorganizowano pierwsze gabinety przedmiotowe: fizyczny, elektrotechniczny, języka polskiego, rosyjskiego, pracownię rysunkowo-techniczną. W 1958 roku połączono Zasadniczą Szkołę Zawodową z Technikum Mechanicznym

### Technikum Mechaniczne
Powstało 17 kwietnia 1946 roku jako Gimnazjum Mechaniczne, na którego cele zaadaptowano budynek przy ul. Aliantów (Bohaterów Getta) 22. Szkoła przechodziła częste zmiany organizacyjne. W 1950 roku przyjęła nazwę Państwowego Gimnazjum i Liceum Mechanicznego I stopnia, by następnie rok później w roku 1951 zmienić ją na Technikum Mechaniczne.
W roku 1957/58 cała szkoła żyła przygotowaniem do połączenia się z Zasadniczą Szkołą Zawodową. W czerwcu 1958 roku młodzież pomagała w przenoszeniu sprzętu i pomocy naukowych do gmachu przy ulicy Janka Krasickiego (Szkolnej) 8.

### Technikum Mechaniczne i Zasadnicza Szkoła Zawodowa Nr 2
Szkoła pozostawiła bez zmian kierunki kształcenia odziedziczone po obu jednostkach. Szkoła żyła realizacją budowę niezbędnej sali gimnastycznej i wymianą centralnego ogrzewania. W tym czasie poprawiły się także warunki lokalowe w internacie. W latach 60. XX wieku dzięki wybudowaniu nowych i odrestaurowaniu starych warsztatów polepszyła się baza szkoleniowa i produkcyjna. Warsztaty szkolne w skali Kłodzka stały się znaczącym już zakładem pracy. Produkcję swoją opierały na kooperacji z Paczkowskim Zakładem Sprzętu Pożarniczego, Jelczańskim Zakładem Samochodowym, Śląskimi Zakładami Aparatury Przemysłowej, Kombinatem Górniczo-Hurtowniczym Miedzi w Lubinie i wielu innymi.
W 1972 roku nadano szkole imię Janka Krasickiego. W szkole kształciło się 1056 uczniów w następujących specjalnościach:
- zasadnicza szkoła zawodowa: ślusarz, tokarz, elektromonter, elektromechanik, mechanik samochodowy, kierowca mechanik
- technikum: obróbka skrawaniem i technologia budowy maszyn.

### Zasadnicza Szkoła Zawodowa Dokształcająca
W 1959 roku w budynku przy ul. Krasickiego utworzono Zasadniczą Szkołę Zawodową Dokształcającą o 3-letnim okresie nauki jako samodzielną jednostkę szkolną. Nauka odbywała się w godzinach popołudniowych. W 1966 roku przy jednostce tej otwarto Filię Szkoły w Dusznikach Zdroju, w której kształcono ślusarzy-mechaników dla potrzeb Zakładów Elektrotechniki Motoryzacyjnej w Dusznikach Zdr. W szkole macierzystej kształcono w następujących zawodach: mechanik pojazdów samochodowych, tokarz, elektromonter, ślusarz-mechanik, masarz, piekarz i innych – w klasach wielozawodowych. W 1973 roku Zasadnicza Szkoła Zawodowa Dokształcająca została włączona do Technikum Mechanicznego i ZSZ nr 2.

### Zasadnicza Szkoła Zawodowa nr 1
Powstała w 1958 roku jako Zasadnicza Szkoła Gospodarcza. W nowo otwartej szkole istniały następujące oddziały i kierunki kształcenia: krawiecki – krawiectwo damskie lekkie, handlowy – sprzedawca sklepowy, gospodarczy – gospodarstwo domowe i zbiorowe. W roku 1966 powołano przy tej szkole Technikum Ekonomiczne na podbudowie ZSZ dla Pracujących o pięcioletnim i trzyletnim okresie nauki. W kolejnych latach przy szkole utworzono:
- Technikum Gastronomiczne dla Pracujących
- Policealne Studium Ekonomiczne
- Liceum Zawodowe o specjalności: sprzedawca magazynier i kelner bufetowy.

Wobec powstawania coraz to nowych typów szkół o różnych poziomach nauczania oficjalne nazwy tej szkoły: Zasadnicza Szkoła Gospodarcza czy Zasadnicza Szkoła Zawodowa nr 1 nie były już adekwatne do wytworzonej rzeczywistości. W tym czasie w resorcie oświaty dojrzewały już zamysły o łączeniu szkół zawodowych w większe zespoły pod jednolitym kierownictwem.

### Zespół Szkół Zawodowych
19 czerwca 1974 roku odbyło się zebranie połączonych Rad Pedagogicznych Technikum Mechanicznego i ZSZ nr 2 oraz Zasadniczej Szkoły Zawodowej nr 1, podczas którego utworzono Zespół Szkół Zawodowych.

### Kłodzka Szkoła Przedsiębiorczości
W 2002 roku szkołę przemianowano na Kłodzką Szkołę Przedsiębiorczości, przyłączając do niej rok później II Liceum Ogólnokształcące, przeniesione z ul. Łukasińskiego. W 2010 r. szkoła podpisała umowę partnerską ze czeską Szkołą Przemysłową w Rychnowie nad Knieżną.
Zgodnie z ustawą z dnia 19 sierpnia 2011 roku o zmianie ustawy o systemie oświaty, z dniem 1 września 2012 roku zlikwidowano klasę pierwszą liceum profilowanego, a w latach następnych zlikwidowane zostaną kolejne klasy liceum profilowanego. Szkoły tego typu przestaną funkcjonować ostatecznie 1 września 2014 roku. W związku z powyższym ze struktur Kłodzkiej Szkoły Przedsiębiorczości wycofano działające w niej od 2002 roku Liceum Profilowane nr 2 oraz II Liceum Ogólnokształcące.

## Osoby związane ze szkołą
- Bolesław Dobrowolski – mechanik, prorektor Politechniki Opolskiej (1996–1999)
- Romana Chimowicz-Majewska – przewodnik sudecki, nauczycielka geografii.
- Witold Krzelowski – nauczyciel, wiceburmistrz Kłodzka (2007–2014).
- Dariusz Mikosa – starosta kłodzki (1998–2002).
- Marcin Leopold Oleniuk – podpułkownik, nauczyciel w szkole
- Marek Deptuła - Nauczyciel BHP